# Duomo dei Santi Stefano e Sisto
Il duomo dei Santi Stefano e Sisto è il principale edificio religioso luterano di Halberstadt, in Sassonia-Anhalt, Germania.

## Storia
Preceduta da un edificio di età carolingia e poi da uno ottoniano, la nuova cattedrale di Halberstadt viene ricostruita a partire dal 1179 dopo un grave incendio, applicando le più attuali linee architettoniche sperimentate dal primo gotico francese. Questa prima ricostruzione viene consacrata nel 1220, ma già nel 1260 il cantiere si riapre per aggiornare ulteriormente l'architettura della cattedrale verticalizzandone gli interni, per seguire e forse competere con la contemporanea fabbrica del duomo di Magdeburgo che pure si rifaceva al gotico francese. L'erezione dell'edificio, così come in molti altri casi, si trascina in un'opera plurisecolare adattandosi all'altalenante disponibilità economica del Capitolo, un lasso di tempo in cui la chiesa ottoniana già rimaneggiata ai primi del Duecento scompare progressivamente entro le murature della nuova fabbrica pienamente gotica, che può dirsi conclusa solo alla fine del Quattrocento.
Convertita in tempio protestante nel 1591, la cattedrale si mantiene sostanzialmente inalterata fino all'Ottocento, quando viene interessata da alcuni restauri soprattutto sulla facciata, che viene praticamente ricostruita nei livelli superiori, torri comprese. 
Anche i pesanti bombardamenti della seconda guerra mondiale recano svariati danni all'edificio, ma vengono prontamente restaurati a conflitto concluso.

## Descrizione e opere
Si tratta di una delle poche grandi cattedrali tedesche a rispondere puntualmente alle linee dell'architettura gotica francese. L'impianto è a tre navate coperte da volte a crociera erette su alti pilastri, con le navate laterali prolungate ad anello attorno al coro. All'esterno, il sistema strutturale si compone di un sistema di archi rampanti e contrafforti che lascia liberi ampi spazi per le vetrate, molte delle quali originali di età medievale.
Nonostante le perdite belliche, la cattedrale conserva ancora una singolare quantità di opere e arredi liturgici medievali, tra i quali spicca il grande pontile tardo gotico del 1505 sormontato da uno straordinario gruppo ligneo databile al 1220 circa, all'epoca della prima consacrazione della nuova chiesa, il cui crocifisso è un capolavoro della scultura protogotica tedesca. Oltre a quest'opera, la più pregevole ospitata nella cattedrale, si ricordano anche tombe, epitaffi, numerose vetrate, il fonte battesimale e svariate sculture a soggetto religioso, tutte opere databili tra il Trecento e il pieno Quattrocento.

### Grand'Organo
Sulla controfacciata è inoltre installato un gigantesco organo monumentale, risalente al 1718 ma con radici che affondano fino alla metà del Trecento, all'epoca dell'installazione del primo strumento.